# Małgorzata Niemczyk

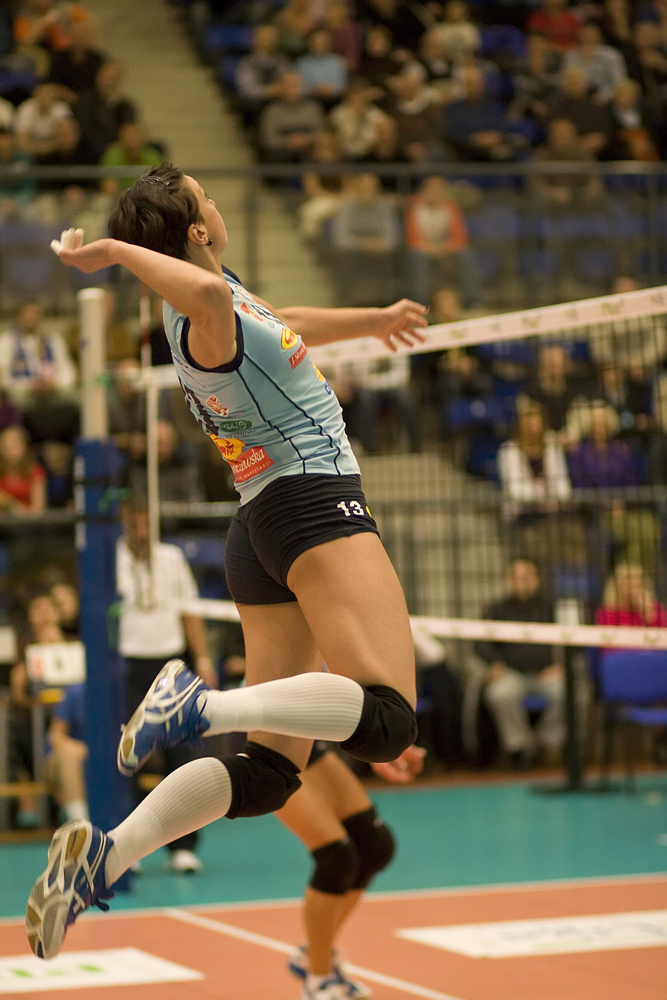
Małgorzata Niemczyk

Małgorzata Barbara Niemczyk (ur. 25 października 1969 w Łodzi) – polska siatkarka, reprezentantka Polski, mistrzyni Europy w piłce siatkowej kobiet z 2003, trener siatkarski, samorządowiec i polityk, posłanka na Sejm VII, VIII, IX i X kadencji.

## Życiorys
Jako siatkarka grała początkowo w klubach łódzkich, następnie w Chemiku Police i Augusto Kalisz. Była też zawodniczką klubów włoskich, rosyjskich i tureckich. Od 2007 do 2010 grała dla KS Organika Budowlani Łódź, po czym zakończyła karierę sportową. W reprezentacji Polski rozegrała łącznie 244 mecze w latach 1989–2006.
W trakcie kariery sportowej ukończyła XII Liceum Ogólnokształcące im. Stanisława Wyspiańskiego w Łodzi i następnie studia ekonomiczne na Wydziale Ekonomiczno-Socjologicznym Uniwersytetu Łódzkiego. Była komentatorem sportowym, pracując dla Eurosportu, TVP i Polsatu. W 2007 została pracownikiem Wydziału Sportu w Urzędzie Miasta Łodzi.
W wyborach w 2010 uzyskała mandat radnej sejmiku łódzkiego z listy Platformy Obywatelskiej. 15 lutego 2011 objęła stanowisko trenera siatkarek Organiki Budowlanych Łódź.
W wyborach parlamentarnych w 2011 została wybrana do Sejmu VII kadencji z listy PO. W 2015 została członkinią honorowego komitetu poparcia Bronisława Komorowskiego przed wyborami prezydenckimi.
W wyborach w 2015 została ponownie wybrana do Sejmu, otrzymując 17 741 głosów. W 2019 z powodzeniem ubiegała się o poselską reelekcję z ramienia Koalicji Obywatelskiej, otrzymując 13 421 głosów. W wyborach w 2023 została wybrana do Sejmu X kadencji (z wynikiem 20 959 głosów).

## Wyniki w wyborach ogólnopolskich
| Wybory | Komitet wyborczy   | Komitet wyborczy      | Organ             | Okręg | Wynik          |
| ------ | ------------------ | --------------------- | ----------------- | ----- | -------------- |
| 2011   |                    | Platforma Obywatelska | Sejm VII kadencji | nr 9  | 10 959 (3,03%) |
| 2015   | Sejm VIII kadencji | Platforma Obywatelska | 17 741 (4,94%)    | nr 9  |                |
| 2019   |                    | Koalicja Obywatelska  | Sejm IX kadencji  | nr 9  | 13 421 (3,23%) |
| 2023   | Sejm X kadencji    | Koalicja Obywatelska  | 20 959 (4,59%)    | nr 9  |                |

## Życie prywatne
Pochodzi z rodziny z siatkarskimi tradycjami. Jej matka Barbara Hermel-Niemczyk była wielokrotną reprezentantką Polski, zdobyła brązowy medal na Letnich Igrzyskach Olimpijskich w Meksyku w 1968. Jej ojciec Andrzej Niemczyk był trenerem reprezentacji Polski. Od 2012 zamężna z Robertem Cichoniem.

## Kariera sportowa

### Osiągnięcia reprezentacyjne
- Złoty medal mistrzostw Europy w 2003
- 9. miejsce na mistrzostwach Europy w 1991
- 9. miejsce na mistrzostwach Europy w 1995
- 8. miejsce na Pucharze Świata w 2003
- 8. miejsce w Grand Prix w 2004

### Sukcesy klubowe
- Mistrzostwo Polski juniorek ze Startem Łódź
- Puchar Polski 1992/1993 (Chemik Police)
- Mistrzostwo Polski, Puchar Polski 1993/1994 (Komfort Police)
- Mistrzostwo Polski, Puchar Polski 1994/1995 (Chemik Police)
- Wicemistrzostwo Polski, Puchar Polski 1995/1996 (Augusto Kalisz)
- Mistrzostwo Polski 1996/1997 (Augusto Kalisz)
- Mistrzostwo Polski, Puchar Polski 1997/1998 (Augusto Kalisz)
- Wicemistrzostwo Polski, Puchar Polski 1998/1999 (Augusto Kalisz)
- Mistrzostwo Polski, Puchar Polski 1999/2000 (Nafta-Gaz Piła)
- Wicemistrzostwo Polski 2002/2003 (AZS AWF Danter Poznań)
- Puchar Polski 2009/2010 (Organika Budowlani Łódź)
- Brązowy medal w Pucharze Zdobywców Pucharów z Chemikiem Police – 1992/1993
- Czwarte miejsce w Pucharze Mistrzów w Bursie (Turcja) z Naftą-Gaz Piła – 1999/2000

### Kluby
Małgorzata Niemczyk rozpoczynała karierę od występów w łódzkich drużynach Społem i Start. Później grała w następujących klubach:
- Chemik Police (1992–1995, w sezonie 1993/1994 występującym jako Komfort Police),
- Augusto Kalisz (1995–1999),
- Nafta-Gaz Piła (1999–2000),
- Romanelli Florencja (Włochy, 2000–2001),
- AZS AWF "Danter" Poznań (2001–2003),
- Türk Telekom Aycell Spor Kulübü (Turcja, 2003–2004),
- Volley Siciliani Santeramo (Włochy, 2004–2005),
- Tulica Tułamasz Tuła (Rosja, 2005–2006),
- Gedania Gdańsk (2006–2007),
- KS Organika Budowlani Łódź (2007–2010).